# Syndrom androgenní necitlivosti
Syndrom rezistence vůči androgenům (AIS, ang. Androgen insensivity syndrom) je skupina syndromů úplné/kompletní (CAIS), částečné/parciální (PAIS) nebo mírné (MAIS) androgenní necitlivosti, dříve nazývaný syndrom testikulární feminizace. Toto onemocnění se dědí X-vázaně recesivně. Jedinci 46,XX mohou být nepostižené přenašečky/nositelky mutace, jedinci 46,XY jsou mutací postiženi. Ti dokazují existenci dvou nezávislých systémů vývoje mužského pohlaví. Protože mají 46,XY karoytyp, mají gen SRY, proto se jim vyvíjejí varlata, která produkují testosteron a anti-Muller hormon. Mají ale mutaci v genu pro testosteronový receptor, nebo mají poruchu v jakékoliv fázi vedoucí k vazbě androgenů (testosteronu i dihydrotestosteronu) na jejich receptor. Při kompletním typu (CAIS) tohoto onemocnění tkáně nemohou reagovat na testosteron při vývoji těla, hlavně sekundárních pohlavních znaků. Protože jsou schopni reagovat na přítomný estrogen produkovaný v nadledvinkách, vyvíjí se u nich ženský fenotyp.

## Syndrom rezistence vůči androgenům

### Typy postižení
- syndrom úplné androgenní necitlivosti (CAIS) s typickými ženskými vnějšími genitáliemi
- syndrom částečné androgenní necitlivosti (PAIS) s převážně ženskými, převážně mužskými nebo nejednoznačnými zevními genitáliemi
- syndrom mírné necitlivosti na androgeny (MAIS) s typickými mužskými zevními genitáliemi[1][2][3]

### Vývoj symptomů u CAIS a PAIS
Postižení mají 46,XY karoytyp, mají tedy gen SRY, vyvíjejí se jim varlata, která produkují testosteron a anti-Muller hormon. Tedy Müllerovy kanálky zanikají. Protože jsou schopni reagovat na přítomný estrogen produkovaný v nadledvinkách, vyvíjí se u nich ženský fenotyp. Vyvíjejí se jako fenotypově normální, ale neplodné ženy, kterým chybí děloha, a vaječníky (zaniklý Müllerův vývod). Varlata mají nesestouplá v břiše.  Hladiny testosteronu v séru jsou obvykle zvýšené. 

### Četnost
V mezinárodním měřítku se výskyt AIS uvádí u 1 z 20 400 živě narozených dětí 46,XY, přičemž CAIS se vyskytuje častěji než PAIS (kompletní častěji než parciální).

### Příčina variant
- Typ I. Lidský androgenní receptor (AR) je kódován jediným genem (AR) na chromozomu X. Databáze mutací genu AR zahrnuje stovky variant, byl zaznamenán malý počet úplných delecí a dále předčasné terminace. Nejčastějším typem mutace genu AR jsou však záměny bází. Pokud mutace vedou jen k částečné inaktivaci při PAIS, může být fenotypová variabilita značná a pak závisí na zbytkové aktivitě AR[3].
- Typ II. Jedinci s AIS bez mutací AR jsou klasifikováni jako AIS typu II. Za narušenou komunikaci s reptorem jsou zodpovědné neidentifikované regulátory nebo kofaktory receptoru[3]

Klinický a biochemický fenotyp je však podobný a funkční testy in vitro prokazují androgenní necitlivost u všech.

### Dědičnost
AIS je dědičná choroba vázaná na chromozom X. Postižení jedinci 46,XY jsou téměř vždy neplodní. Zdravá nositelka patogenní varianty/mutace, je heterozygot. Pokud za partnera pojme zdravého muže, mají vždy 25% šanci, že budou mít
- dítě s karyotypem 46,XY, který bude postižen. U PAIS a CAIS se bude vyvíjet do obojetného až ženského fenotypu.

- dítě s karyotypem 46,XY, který nebude postižen.

- dítě s karyotypem 46,XX, která je přenašečka.

- dítě s karyotype 46,XX, která je plně zdravá, není ani přenašečka[1][3].

Testování nosičství u rizikových příbuzných a prenatální testování u těhotenství se zvýšeným rizikem je možné, pokud je známa patogenní varianta v rodině.

### Prognóza pro příští generaci
U jedinců s PAIS dochází k různým stupňům necitlivosti koncových orgánů na androgeny, což má za následek různý stupeň vývoje Wolffova vývodu a nejednoznačnost zevního genitálu. I v rámci rodin se stejnou mutací AR může docházet k fenotypové variabilitě. V důsledku toho je pouze na základě genetické informace obtížné předpovědět, zda se novorozenec s PAIS bude v pozdějším věku identifikovat jako muž nebo žena a zda bude v budoucnu reagovat na léčbu testosteronem. Podobně náročné je i genetické poradenství.